# Vyrnwy (fiume)
Il Vyrnwy (in lingua gallese: Efyrnwy) è un fiume di 64 km che scorre tra il Galles nord-orientale (in gran parte) e tra l'Inghilterra nord-occidentale, segnatamente tra le contee di Powys, Denbighshire e Shropshire: nasce dal lago omonimo, in Galles, e sfocia nel fiume Severn, in Inghilterra.

## Geografia

### Collocazione
Il corso del fiume Vyrnwy è situato ad ovest del parco nazionale di Snowdonia, a nord di Welshpool (Powys) e a sud e ad ovest di Llanfyllin
La sua sorgente si trova lungo la sponda sud-occidentale del lago omonimo, nel sud del Denbighshire, nei pressi del confine con la contea di Powys
La prima parte del suo corso si snoda pressoché interamente nella contea di Powys, quasi esattamente lungo il confine settentrionale di questa contea, ovvero quello con la contea del Denbighshire, mentre la seconda parte del suo corso si snoda quasi interamente nel Denbighshire sud-orientale.

## Fauna
Il Vyrnwy è ricco di salmoni.

## Sport
Sul fiume Vyrnwy vengono praticati canoa e kayak.
|  |